# ファクトリー・ガール
『ファクトリー・ガール』（Factory Girl）は、2006年公開のアメリカ映画。アンディ・ウォーホルのミューズとして活躍したイーディ・セジウィックの生涯を描いた伝記映画である。

## キャスト
| 役名                                | 俳優                                     |
| ----------------------------------- | ---------------------------------------- |
| イーディ・セジウィック              | シエナ・ミラー                           |
| アンディ・ウォーホル                | ガイ・ピアース                           |
| ビリー・クィン                      | ヘイデン・クリステンセン                 |
| チャック・ウェイン                  | ジミー・ファロン                         |
| シド・ペパーマン                    | ショーン・ハトシー                       |
| リッチー・バーリン                  | ミーナ・スヴァーリ                       |
| モート・シルヴァース                | ドン・ノヴェロ                           |
| ジュリア・ウォーホル                | ベス・グラント                           |
| ダイアナ・ヴリーランド              | イリーナ・ダグラス                       |
| ジェイムズ・タウンゼント            | エドワード・ハーマン                     |
| ジェラード・マランガ                | ジャック・ヒューストン                   |
| オンディーヌ                        | アーミン・アミリ                         |
| ブリジット・ポーク（Brigid Berlin） | タラ・サマーズ                           |
| ニコ                                | メレディス・オストロム                   |
| イングリッド・スーパースター        | メアリー・エリザベス・ウィンステッド     |
| シルヴァー・ジョージ                | ジョニー・ホイットワース                 |
| ルー・リード                        | ブライアン・ベル                         |
| ジョン・ケイル                      | パトリック・ウィルソン（Patrick Wilson） |
| モーリン・タッカー                  | サマンサ・マロニー                       |
| （クレジットなし）                  | ケイリー・エルウェス                     |
| （クレジットなし）                  | メアリー＝ケイト・オルセン               |
| （クレジットなし）                  | サリー・カークランド                     |

## あらすじ
イーディ・セジウィックの自伝的映画。
旧家の娘イーディは画家になる為にニューヨークにやってくる。あるギャラリーのパーティーで彼女はアンディ・ウォーホルに出会う。美しく、奔放で他人とは違うセンスを持つイーディに魅せられたアンディは、彼女を自分のファクトリーの仲間にし、お互い常に一緒にいるパートナーとなる。イーディはアンディの映画や、ヴォーグのモデルで一躍話題の人物になるが、彼女の行動をよく思わない両親は仕送りを止めてしまい、イーディは次第に酒やドラッグに溺れていく。
そんな折、彼女はロックスターのビリー・クィンに出会い、彼に惹かれる。

## 論争
ルー・リードが「これまで見た作品の中で最悪な作品、金儲けのための作品」と酷評。
ボブ・ディランがこの作品の中で、自身がイーディ・セジウィックの自殺原因にあたるような描写がされているとして公開中止を訴えたが、公開された。その後、ヘイデン・クリステンセンの役名がビリー・クィンに改名された。

## 制作の背景
当初シエナ・ミラーにイーディ役のオファーが出されていたが、舞台出演のため降板。その後、ケイティ・ホームズが配役されたが、降板し（夫のトム・クルーズが役柄に不満を抱き忠告したとの報道があったが、ホームズ自身は自分の決断だったと語っている）、当初の配役だったシエナ・ミラーになった。
撮影はニューヨーク、トロント、スタンフォード、シュリーブポートで行われた。

## 参照
1. ↑  “シエナ・ミラーを直撃！28歳で亡くなったウォーホルのミューズに成りきった…”. シネマトトゥデ (2008年4月18日). 2023年2月22日閲覧。
2. ↑  Factory Girl: Oscar Material for Sienna Miller? - Cinematical
3. ↑  Yuan, Jada (2007年2月5日). “The Freewheelin’ Hayden”. New York Magazine 2008年12月24日閲覧。
4. ↑  BBC - Movies - interview - Katie Holmes